# Domeykoa
Domeykoa är ett släkte i familjen flockblommiga växter.

## Arter
Enligt Plants of the World Online omfattar släktet fem arter i södra Peru och norra Chile:
- Domeykoa amplexicaulis (H.Wolff) Mathias & Constance
- Domeykoa andina Saldivia & Faúndez
- Domeykoa oppositifolia Phil.
- Domeykoa perennis I.M.Johnst.
- Domeykoa saniculifolia Mathias & Constance